# Short Hair
Short Hair (단발머리?) è il primo EP del gruppo musicale femminile sudcoreano AOA, pubblicato nel 2014.

## Tracce
1. Fantasy – 1:17
2. Short Hair (단발머리; Danbalmeori) – 3:34
3. Joa Yo! – 4:19
4. Soulmate (내 반쪽; Nae Banjjok) – 3:40
5. You Know That (말이 안 통해; Mari An Tonghae) – 3:23
6. Short Hair (Instrumental) – 3:34
7. Joa Yo! (Instrumental) – 4:19